# سیارک ۳۳۴۲
سیارک ۳۳۴۲ (به انگلیسی: 3342 Fivesparks، نامگذاری:1982BD3) سه هزار و سیصد و چهل و دومین سیارک کشف شده‌است که در ۲۷ ژانویه ۱۹۸۲ کشف شد.
قدر مطلق سیارک برابر ۱۲٫۱۰ است.